# Spirit of Wonder
Spirit of Wonder (jap. スピリット オブ ワンダー, supiritto obu wandā) ist eine Manga-Serie des Zeichners Kenji Tsuruta, die auch als Anime umgesetzt wurde. Sie lässt sich der Seinen-Gattung zuordnen und besteht aus elf Science-Fiction-Episoden. Die Geschichten vereinen moderne mit alter Technik.

## Handlung
Einige Episoden handeln von einer Schatzsuche, an der eine junge Frau und ein Wissenschaftler beteiligt sind. In anderen Episoden wird das Leben von „Miss China“ in ihrem kleinen Restaurant bei Bristol beschrieben, von ihrem Alltag mit den Restaurantgästen.

## Veröffentlichungen
Nachdem Tsuruta für diverse Fan-Zeitschriften und als Assistent für andere Manga-Zeichner gearbeitet hatte, schuf er in den 1980er Jahren die erste Episode von Spirit of Wonder, Es ist ein großes und wunderbares Universum, nicht wahr? (広くてすてきな宇宙じゃないか, Hiroku te suteki na uchū ja nai ka). Er nahm mit der Geschichte an einem Wettbewerb des Manga-Magazins Morning teil und gewann den Preis des Wettbewerbs. Bis 1995 folgten weitere Episoden der Spirit of Wonder-Reihe. Während die meisten der elf Geschichten in Morning erstveröffentlicht wurden, erschienen die Episoden über „Miss China“ zwischen 1990 und 1995 im Afternoon-Magazin. Der Kōdansha-Verlag brachte die elf Episoden im August 1997 gesammelt als Buch heraus.
Spirit of Wonder wurde unter anderem auch in mehrere Sprachen übersetzt. In deutscher Sprache erschien das Buch von 2001 bis 2002 beim Dino Verlag. Während Spirit of Wonder in Japan als Einzelband erschien, teilte der Dino Verlag den Manga für die deutsche Veröffentlichung in drei Teile auf. Übersetzt wurden diese Episoden von Akiko Altmann. Glénat publizierte Spirit of Wonder in Spanien, ebenfalls in drei Bänden. In den USA erschien der Manga bei Dark Horse Comics, in Frankreich bei Casterman.

## Verfilmungen
Das Animationsstudio Asiadou adaptierte Spirit of Wonder als 45-minütigen Anime-Film. Dieser erschien im Juni 1992 in Form einer Original Video Animation (OVA) direkt auf Video. Mitsuru Hongo führte Regie bei der als Spirit of Wonder: China-san no Yūutsu (ザスピリットオブワンダー チャイナさんの憂鬱, supiritto obu wandā: chaina-san no yūutsu) betitelten Serie. Später produzierte Asiadou unter dem Titel Spirit of Wonder: Shōnen Kagaku Club (ザスピリットオブワンダー 少年科學倶楽部, supiritto obu wandā – shōnen kagaku kurabu) eine Fortsetzung mit vier Episoden. Diese vier unter der Regie von Takashi Anno entstandenen Episoden veröffentlichte man 2001 in Japan, erneut als OVA.
2004 brachte Bandai Visual alle Folgen im DVD-Boxset „Wonderbox“ heraus, auch in englischer Sprache. Eine DVD mit japanischer, deutscher und italienischer Synchronisation erschien 2004 in Deutschland bei Panini Video. Die in Deutschland veröffentlichte DVD enthält die vier Episoden von 2000.